# Отушище
Отишище или Отушища (на македонска литературна норма: Отушиште, Отушишта) е бивше село в Северна Македония, квартал на общинския център Теарце.

## География
Отушище е разположено в Долен Полог – северната част на Положката котловина, непосредствено от лявата страна на пътя Тетово – Яжинце, на 10 километра северно от Тетово. Селото е слято с разположеното на югозапад Теарце.

## История

### Етимология
Според академик Иван Дуриданов името е първоначален патроним Отушишти < -itji от личното име *Chotuš. Според Дуриданов формата Отушница, която дава Васил Кънчов, ако е записана точно, е възникнала в ново време под влияние на продуктивния топонимичен тип на -(ъ)ница.

### Средновековие
Църквата „Свети Йоан Богослов“ в Отушище е от XIII век.

### В Османската империя
Селото е споменато във вакъфски документ от 1468 – 1469 година като Отушишта.
Старата джамия в Отушище е от XIX век.
Андрей Стоянов, учителствал в Тетово от 1886 до 1894 година, пише за селото:
| „ | С. Оттушище. — има около 60 арнаутски и български кѫщи. На близо до селото има църковище, при което селенитѣ българи, заедно съ гости отъ околнитѣ села, празднуватъ и колятъ курбанъ на 8 май. | “ |

Според статистиката на Васил Кънчов („Македония. Етнография и статистика“) в 1900 година Отушница има 215 жители българи. По данни на секретаря на Българската екзархия Димитър Мишев („La Macédoine et sa Population Chrétienne“) в 1905 година всичките 160 християнски жители на Отушица (Otuchitza) са българи екзархисти.
При избухването на Балканската война в 1912 година един човек от Отушище е доброволец в Македоно-одринското опълчение.

### В Сърбия, Югославия и Северна Македония
След Междусъюзническата война в 1913 година селото попада в Сърбия.
С разрастването на Отушище и Теарце двете села се сливат и Отушище става квартал на Теарце.